# William Delafield Arnold
William Delafield Arnold, född den 7 april 1828, död den 9 april 1859, engelsk pedagog,  
William Delafield Arnold var bror till Thomas Arnold, och kom 1848 som ung officer till Indien, där han ställdes 1856 av sir John Lawrence i spetsen för Punjabs undervisningsväsen, som han under tre års uppslitande arbete fullständigt nyorganiserade. Han avled på hemresan till England i Gibraltar.